# Rafaila (gmina)
Rafaila – gmina w Rumunii, w okręgu Vaslui. Obejmuje tylko jedną miejscowość Rafaila. W 2011 roku liczyła 1835  mieszkańców.